# Mickaël Conjungo
Mickaël Conjungo, né le 6 mai 1969 à Bangui, est un athlète centrafricain naturalisé français spécialiste du lancer du disque. Il est l'actuel détenteur du record de la République centrafricaine du lancer du disque.
Il représente aux Jeux olympiques sa nation d'origine à trois reprises en 1992, 1996 (en étant alors le porte-drapeau de la délégation centrafricaine) et en 2000, sans jamais atteindre la finale de l'épreuve du lancer du disque.
Licencié au CA Montreuil 93, il vit à Castres où il entraîne bénévolement au club local depuis 2006, le Tarn Sud Athlétisme.

## Carrière

### Palmarès
| Date | Compétition            | Lieu         | Résultat | Performance |
| ---- | ---------------------- | ------------ | -------- | ----------- |
| 1993 | Championnats d'Afrique | Durban       | 1er      | 59,92 m     |
| 1994 | Championnats de France | Annecy       | 1er      | 58,00 m     |
| 1995 | Championnats de France | Paris        | 1er      | 59,90 m     |
| 1995 | Jeux africains         | Harare       | 2e       | 58,94 m     |
| 1998 | Championnats d'Afrique | Dakar        | 3e       | 57,52 m     |
| 1999 | Jeux africains         | Johannesburg | 3e       | 57,09 m     |
| 2000 | Championnats d'Afrique | Alger        | 2e       | 59,58 m     |

### Records
| Épreuve           | Performance  | Lieu             | Date           |
| ----------------- | ------------ | ---------------- | -------------- |
| Saut à la perche  | 3,80 m       | Noisy-le-Grand   | 30 avril 1989  |
| Lancer du poids   | 14,44 m      | Clermont-Ferrand | 12 mai 1994    |
| Lancer du disque  | 63,78 m (NR) | Sorgues          | 7 juillet 1994 |
| Lancer du marteau | 38,96 m      | Antony           | 26 mai 1993    |
| Lancer du javelot | 61,74 m      | Levallois        | 12 mai 1992    |